# Eyong Enoh
Eyong Tarkang Enoh (født 10. august 1986 i Kumba, Cameroun) er en camerounsk fodboldspiller, der spiller som defensiv midtbanespiller hos den hollandske Æresdivisions-klub Willem II. Han har tidligere spillet for blandt andet AFC Ajax og Standard Liège.

## Landshold
Enoh har (pr. marts 2018) spillet 51 kampe for Camerouns landshold, som han debuterede for den 7. juni 2009 i et opgør mod Marokko. Han har repræsenteret sit land ved VM i 2010 i Sydafrika, samt ved Africa Cup of Nations samme år.